# Hasayan
Hasayan là một thị xã và là một nagar panchayat của quận Hathras thuộc bang Uttar Pradesh, Ấn Độ.

## Nhân khẩu
Theo điều tra dân số năm 2001 của Ấn Độ, Hasayan có dân số 5584 người. Phái nam chiếm 54% tổng số dân và phái nữ chiếm 46%. Hasayan có tỷ lệ 50% biết đọc biết viết, thấp hơn tỷ lệ trung bình toàn quốc là 59,5%: tỷ lệ cho phái nam là 61%, và tỷ lệ cho phái nữ là 37%. Tại Hasayan, 20% dân số nhỏ hơn 6 tuổi.